# 特洛伊祭司
特洛伊祭司（或稱特諾伊祭司）是英國一個少數宗教的祭司，因這宗教認為英國原居民是特洛伊人在夷城後漂流到英倫三島的後裔。

## 宗教特色
特洛伊祭司在每年英國夏至的日出時份在巨石陣觀看日光通過巨石陣二門的情景。